# اولاد دحمان
اولاد دحمان (به عربی: أولاد دحمان) یک شهرداری در الجزایر است که در استان برج بوعریریج واقع شده‌است. اولاد دحمان ۱۴٬۷۷۷ نفر جمعیت دارد.